# دورادو، پورتوریکو
دورادو (به انگلیسی: Dorado) یک منطقهٔ مسکونی در ایالات متحده آمریکا است که در پورتوریکو واقع شده‌است.
 دورادو ۶۰٫۱۶ کیلومتر مربع مساحت و ۳۸,۱۶۵ نفر جمعیت دارد.